# Руффини, Марио
Ма́рио Руффи́ни (итал. Mario Ruffini; род. 1955, Терамо, Абруцци) — итальянский композитор, дирижёр и музыковед. С 1975 года живёт во Флоренции, где окончил Консерваторию им. Луиджи Керубини и Флорентийский университет. В 1990—1995 годах в качестве приглашённого дирижёра работал в Академический театр оперы и балета им. М. П. Мусоргского в Санкт-Петербурге. С 2002 года является научным руководителем проекта «Музыка и изобразительное искусство» в Институте истории искусств во Флоренции. С 2005 — куратор архива Карло Проспери во Флоренции. Преподаватель консерватории им. Д. Б. Мартини в Болонье. Инициатор и куратор фестиваля «World Bach-Fest» (проводится во Флоренции с марта 2012 года). Широко известен своей деятельностью по популяризации музыки Луиджи Даллапикколы.

## Жизнь и творчество
Музыкальное образование получил под началом Карло Проспери, Пьеро Беллуджи, Франко Феррары, Лучии Пассакальи. Лауре Даллапикколе (супруге композитора) считает себя обязанным формированием своего мировоззрения, а Максу Зайделю — началом своих междисциплинарных штудий музыки и изобразительного искусства. В годы работы в России (1990—1995) продирижировал широким спектром итальянского оперного репертуара, включая оперы Верди, Россини, Пуччини, а также рядом современных итальянских оркестровых сочинений. В 1995 года под управлением Руффини состоялась итальянская премьера «Medea Senecae» Ксенакиса.
Считается одним из наиболее видных специалистов по творчеству Луиджи Даллапикколы, изучением и исполнением музыки которого он занимается в течение почти трёх десятилетий. В 2002 году им был подготовлен к печати монументальный по своему масштабу комментированный каталог-резоне работ Даллапикколы (опубликовано издательством «Suvini Zerboni»). В 2004 году в качестве научного секретаря принимал участие в национальном комитете, созданном по случаю празднования столетия со дня рождения Даллапикколы. Автор многочисленных публикаций о композиторе. Также Руффини впервые был записан ряд сочинений Даллапикколы, включая «Три лауды». Вдова композитора, Лаура Даллапиккола, высоко ценила вклад Руффини и завещала ему копии рукописей всех сочинений композитора.
Как дирижёр активно занимается исполнением итальянской музыки XX века. В числе сделанных им премьерных записей, кроме работ Даллапикколы, сочинения Буссотти, Проспери, Бартолоцци, Бенвенути, Альдо Клементи, Лупортини, Пеццати, де Анджелиса, Буччи.
Автор оперных, оркестровых и камерных сочинений. Наиболее известна написанная для сопрано, гитары и камерного оркестра работа «Immotus. Magno silenzio audire» (1985), впервые исполненная на 48-м Флорентийском музыкальном мае.